# 장목초등학교 유호분교
장목초등학교 유호분교는 경상남도 거제시 장목면 유호3길 12 (유호리)에 있었던 초등학교 분교이다.

## 연혁
- 1954.04.05 농호국민학교 유호분교장 설립인가
- 1954.04.30 유호국민학교 승격
- 1994.03.01 장목국민학교 유호분교장 개설
- 1996.03.01 장목초등학교 유호분교
- 1998.03.01 폐교